# Molesmes
Molesmes is een plaats en voormalige gemeente in het Franse departement Yonne in de regio Bourgogne-Franche-Comté. De plaats maakt deel uit van het arrondissement Auxerre.

## Geschiedenis
De gemeente maakte deel uit van het kanton Courson-les-Carrières totdat dit op 22 maart 2015 werd opgeheven en de gemeenten werden opgenomen in het op diezelfde dag gevormde kanton Vincelles. Op 1 januari 2017 fuseerde Molesmes met Fontenailles en Taingy tot de commune nouvelle Les Hauts de Forterre.

## Geografie
De oppervlakte van Molesmes bedraagt 9,5 km², de bevolkingsdichtheid is 15,1 inwoners per km².
De onderstaande kaart toont de ligging van Molesmes met de belangrijkste infrastructuur en aangrenzende gemeenten.

## Demografie
Onderstaande figuur toont het verloop van het inwonertal (bron: INSEE-tellingen).